# Kendu Bay
Kendu Bay es una localidad de Kenia, con estatus de villa, perteneciente al condado de Homa Bay.
En 2009, el municipio tenía una población total de 31 699 habitantes.
Se sitúa en la costa del lago Victoria, unos 30 km al noreste de la capital condal Homa Bay, sobre la carretera C19 que lleva a Ahero y Kisumu.
En el siglo XX fue una de las primeras localidades turísticas costeras del país, ya que era la sede del hoy desaparecido "Kendu Show", un festival que atraía a músicos de toda Kenia. Tras la desaparición del evento, actualmente es una localidad principalmente dedicada a la pesca. La localidad se hizo conocida internacionalmente a principios del siglo XXI por ser el lugar de origen familiar del entonces presidente estadounidense Barack Obama, ya que su padre nació a las afueras de esta villa.